# Morti nel 1944/Marzo
| Questa pagina contiene informazioni ricavate automaticamente dalle voci biografiche con l'ausilio del template Bio e di un bot. L'aggiornamento è periodico e automatico e ricostruisce completamente la pagina. Se manca una persona in questa lista, sei pregato di non aggiungerla, ma accertati piuttosto che la sua voce biografica contenga il template Bio e che i dati anagrafici siano correttamente compilati. Se il template Bio manca, inseriscilo tu stesso o, in alternativa, metti l'avviso {{tmp\|Bio}} che ne segnala la mancanza. Se i dati riportati sono sbagliati, correggi direttamente la voce biografica; le modifiche saranno visibili in questa lista entro pochi giorni. Per chiarimenti vedi il progetto biografie. La lista contiene solo le 186 persone che sono citate nell'enciclopedia e per le quali è stato implementato correttamente il template Bio. Pagina aggiornata al 10 lug 2025. |

- 1º marzo - Angus Buchanan, ufficiale britannico (n. 1894)
- 1º marzo - Thomas Edward Campbell, politico statunitense (n. 1878)
- 2 marzo - Ida Maclean, biochimica inglese (n. 1877)
- 2 marzo - Bernardo Poli, calciatore italiano (n. 1915)
- 3 marzo - Michele Bonaglia, pugile italiano (n. 1905)
- 3 marzo - Giacomo Buranello, partigiano italiano (n. 1921)
- 3 marzo - Giosuè Cattarossi, vescovo cattolico italiano (n. 1863)
- 3 marzo - Luigi Cauvin, generale italiano (n. 1856)
- 3 marzo - Georges Denola, regista e attore francese (n. 1865)
- 3 marzo - Teresa Gullace, italiana (n. 1907)
- 3 marzo - Paul-Émile Janson, politico belga (n. 1872)
- 3 marzo - Louisa Montagu, nobildonna inglese (n. 1856)
- 3 marzo - Guido Volpi, tenore italiano (n. 1889)
- 4 marzo - Lepke Buchalter, mafioso statunitense (n. 1897)
- 4 marzo - Francesco Dentice di Accadia, prefetto e politico italiano (n. 1873)
- 4 marzo - Giuseppe Gabana, presbitero e militare italiano (n. 1904)
- 4 marzo - Sam Hodgetts, ginnasta britannico (n. 1877)
- 4 marzo - Louis Laloy, scrittore e musicologo francese (n. 1874)
- 4 marzo - Fannie Barrier Williams, insegnante e musicista statunitense (n. 1855)
- 5 marzo - Pasquale Binazzi, pubblicista e anarchico italiano (n. 1873)
- 5 marzo - Rudolf Harbig, mezzofondista e velocista tedesco (n. 1913)
- 5 marzo - Max Jacob, poeta, pittore e scrittore francese (n. 1876)
- 5 marzo - Arrigo Solmi, storico e giurista italiano (n. 1873)
- 6 marzo - Melchiorre Cavezzali, presbitero italiano (n. 1865)
- 6 marzo - Izola Forrester, scrittrice, giornalista e sceneggiatrice statunitense (n. 1878)
- 6 marzo - Herman C. Raymaker, regista e sceneggiatore statunitense (n. 1893)
- 6 marzo - Vezio Terzi, militare e aviatore italiano (n. 1914)
- 7 marzo - Giorgio Labò, partigiano italiano (n. 1919)
- 7 marzo - Guido Rattoppatore, partigiano italiano (n. 1913)
- 7 marzo - Emanuel Ringelblum, storico polacco (n. 1900)
- 8 marzo - Enrico Bemporad, editore italiano (n. 1868)
- 8 marzo - Giuseppe Lesca, critico letterario, poeta e letterato italiano (n. 1865)
- 8 marzo - Aroldo Lindi, tenore svedese (n. 1888)
- 8 marzo - Alfred William Pollard, bibliografo britannico (n. 1859)
- 8 marzo - Giuseppe Solenghi, pittore italiano (n. 1879)
- 9 marzo - Virginio Bonati, calciatore italiano (n. 1914)
- 9 marzo - Roy Brown, aviatore canadese (n. 1893)
- 9 marzo - Jaan Kikkas, sollevatore estone (n. 1892)
- 9 marzo - Bhagvat Singh, principe e medico indiano (n. 1865)
- 9 marzo - Casper ten Boom, orologiaio olandese (n. 1859)
- 9 marzo - Karel Škorpil, archeologo ceco (n. 1859)
- 10 marzo - Jean-Baptiste Lebas, politico francese (n. 1878)
- 10 marzo - Francesco Salata, politico e storico italiano (n. 1876)
- 10 marzo - Ludwig Schmidt, storico tedesco (n. 1862)
- 10 marzo - David Vogel, scrittore ucraino (n. 1891)
- 10 marzo - Stanko Vuk, poeta e scrittore sloveno (n. 1912)
- 11 marzo - Giovanni Battista Boscutti, aviatore italiano (n. 1912)
- 11 marzo - Max Frey, pittore tedesco (n. 1874)
- 11 marzo - Adele Garavaglia, attrice italiana (n. 1869)
- 11 marzo - Paul Gervais, pittore francese (n. 1859)
- 11 marzo - Hendrik Willem van Loon, giornalista, storico e scrittore olandese (n. 1882)
- 11 marzo - Guido Spadolini, pittore italiano (n. 1889)
- 11 marzo - Nello Voltolina, artista italiano (n. 1908)
- 11 marzo - Edgar Zilsel, sociologo e storico della scienza austriaco (n. 1891)
- 12 marzo - Ettore Castiglioni, alpinista e scrittore italiano (n. 1908)
- 12 marzo - August Liebmann Mayer, storico dell'arte tedesco (n. 1885)
- 12 marzo - Romolo Murri, presbitero e politico italiano (n. 1870)
- 12 marzo - Silvio Trentin, partigiano e giurista italiano (n. 1885)
- 13 marzo - Antonio Carini, partigiano e antifascista italiano (n. 1902)
- 13 marzo - Italo Gastaldi, partigiano italiano (n. 1920)
- 13 marzo - Salvatore Micale, partigiano italiano (n. 1919)
- 13 marzo - Lev Šestakov, aviatore sovietico (n. 1915)
- 14 marzo - Lev Chinčuk, ambasciatore sovietico (n. 1868)
- 14 marzo - Paolo Gaifami, medico italiano (n. 1883)
- 14 marzo - Virginio Gayda, giornalista e saggista italiano (n. 1885)
- 15 marzo - Gino Agostino Antoniol, militare e partigiano italiano (n. 1911)
- 15 marzo - Otto von Below, generale tedesco (n. 1857)
- 15 marzo - Josef Bělka, calciatore boemo (n. 1886)
- 15 marzo - Gaspero Ciacci, politico italiano (n. 1873)
- 15 marzo - Fermo Ognibene, militare e partigiano italiano (n. 1918)
- 15 marzo - Marija Vasil'evna Oktjabr'skaja, militare sovietica (n. 1902)
- 16 marzo - Sauro Babini, partigiano e antifascista italiano (n. 1925)
- 16 marzo - Albert Graf von der Goltz, ufficiale tedesco (n. 1893)
- 16 marzo - David Prain, medico e botanico scozzese (n. 1857)
- 16 marzo - Şehzade Mehmed Abdülkadir, principe ottomano (n. 1878)
- 17 marzo - Ugo Bottacchiari, compositore italiano (n. 1879)
- 17 marzo - Giulio Chiarugi, anatomista e politico italiano (n. 1859)
- 17 marzo - Mario Grecchi, partigiano italiano (n. 1926)
- 18 marzo - Mario Calderara, inventore e aviatore italiano (n. 1879)
- 18 marzo - Franz Melchers, pittore, incisore e disegnatore olandese (n. 1868)
- 18 marzo - Angelo Zaccaria, militare e aviatore italiano (n. 1917)
- 19 marzo - Édouard de Castelnau, generale francese (n. 1851)
- 19 marzo - Giuseppe De Liguoro, regista e attore italiano (n. 1869)
- 20 marzo - Giuseppe Marletta, matematico italiano (n. 1878)
- 20 marzo - Il'ja Ivanovič Maškov, pittore russo (n. 1881)
- 20 marzo - Pierre Pucheu, imprenditore e politico francese (n. 1899)
- 20 marzo - Sébastien Verhulst, calciatore belga (n. 1907)
- 21 marzo - Karl Koller, oculista austriaco (n. 1857)
- 21 marzo - Walter Werginz, calciatore austriaco (n. 1913)
- 22 marzo - Pierre Brossolette, politico, giornalista e partigiano francese (n. 1903)
- 22 marzo - Emanuele Brugnoli, pittore italiano (n. 1859)
- 22 marzo - Aldo Buscalferri, antifascista italiano (n. 1900)
- 22 marzo - Egmont Prinz zu Lippe-Weissenfeld, aviatore tedesco (n. 1918)
- 22 marzo - René Pijpers, calciatore olandese (n. 1917)
- 22 marzo - Alfrēds Plade, calciatore lettone (n. 1905)
- 22 marzo - Albano Sorbelli, storico, bibliografo e bibliotecario italiano (n. 1875)
- 23 marzo - Umberto Amaduzzi, politico italiano (n. 1900)
- 23 marzo - Achille Barilatti, militare e antifascista italiano (n. 1921)
- 23 marzo - Myron Selznick, produttore cinematografico statunitense (n. 1898)
- 23 marzo - Heinrich Sonnrein, calciatore tedesco (n. 1911)
- 23 marzo - Piero Zuccheretti, italiano (n. 1931)
- 24 marzo - Ferdinando Agnini, partigiano e antifascista italiano (n. 1924)
- 24 marzo - Pilo Albertelli, partigiano italiano (n. 1907)
- 24 marzo - Lazzaro Anticoli, pugile e antifascista italiano (n. 1917)
- 24 marzo - Vito Artale, generale italiano (n. 1882)
- 24 marzo - Raffaele Aversa, ufficiale e partigiano italiano (n. 1906)
- 24 marzo - Antonio Ayroldi, ufficiale e partigiano italiano (n. 1906)
- 24 marzo - Manfredi Azzarita, militare e partigiano italiano (n. 1912)
- 24 marzo - Ugo Baglivo, avvocato, politico e antifascista italiano (n. 1910)
- 24 marzo - Donato Bendicenti, avvocato e partigiano italiano (n. 1907)
- 24 marzo - Armando Bussi, antifascista e partigiano italiano (n. 1896)
- 24 marzo - Gaetano Butera, decoratore, militare e partigiano italiano (n. 1924)
- 24 marzo - Ilario Canacci, partigiano italiano (n. 1927)
- 24 marzo - Emanuele Caracciolo, regista italiano (n. 1912)
- 24 marzo - Romualdo Chiesa, politico e partigiano italiano (n. 1922)
- 24 marzo - Alberto Cozzi, partigiano italiano (n. 1925)
- 24 marzo - Gerardo De Angelis, militare, sceneggiatore e partigiano italiano (n. 1894)
- 24 marzo - Ugo De Carolis, ufficiale e partigiano italiano (n. 1899)
- 24 marzo - Gavino De Lunas, cantautore e chitarrista italiano (n. 1895)
- 24 marzo - Gastone De Nicolò, partigiano italiano (n. 1925)
- 24 marzo - Aldo Eluisi, militare e partigiano italiano (n. 1898)
- 24 marzo - Alberto Fantacone, militare e partigiano italiano (n. 1916)
- 24 marzo - Dardano Fenulli, generale e partigiano italiano (n. 1889)
- 24 marzo - Aldo Finzi, militare, dirigente sportivo e politico italiano (n. 1891)
- 24 marzo - Genserico Fontana, militare italiano (n. 1918)
- 24 marzo - Gaetano Forte, partigiano italiano (n. 1919)
- 24 marzo - Giovanni Frignani, militare e partigiano italiano (n. 1897)
- 24 marzo - Manlio Gelsomini, velocista, militare e partigiano italiano (n. 1907)
- 24 marzo - Gioacchino Gesmundo, partigiano italiano (n. 1908)
- 24 marzo - Maurizio Giglio, militare, poliziotto e agente segreto italiano (n. 1920)
- 24 marzo - Calcedonio Giordano, militare italiano (n. 1916)
- 24 marzo - Aladino Govoni, militare e partigiano italiano (n. 1908)
- 24 marzo - Epimenio Liberi, partigiano italiano (n. 1920)
- 24 marzo - Giuseppe Lo Presti, militare e partigiano italiano (n. 1919)
- 24 marzo - Roberto Lordi, generale italiano (n. 1894)
- 24 marzo - Umberto Lusena, militare e partigiano italiano (n. 1904)
- 24 marzo - Mario Magri, militare e partigiano italiano (n. 1897)
- 24 marzo - Candido Manca, militare italiano (n. 1907)
- 24 marzo - Alberto Marchesi, antifascista italiano (n. 1900)
- 24 marzo - Sabato Martelli Castaldi, generale e partigiano italiano (n. 1896)
- 24 marzo - Placido Martini, avvocato italiano (n. 1879)
- 24 marzo - Luigi Mastrogiacomo, antifascista italiano (n. 1903)
- 24 marzo - Irene Minghini Cattaneo, mezzosoprano italiano (n. 1892)
- 24 marzo - Sisinnio Mocci, partigiano e antifascista italiano (n. 1903)
- 24 marzo - Giuseppe Cordero Lanza di Montezemolo, ufficiale italiano (n. 1901)
- 24 marzo - Orlando Orlandi Posti, antifascista e partigiano italiano (n. 1926)
- 24 marzo - Pietro Pappagallo, presbitero e antifascista italiano (n. 1888)
- 24 marzo - Francesco Pepicelli, militare e partigiano italiano (n. 1906)
- 24 marzo - Enrico Pocognoni, presbitero, partigiano e antifascista italiano (n. 1912)
- 24 marzo - Egidio Renzi, operaio, partigiano e antifascista italiano (n. 1900)
- 24 marzo - Augusto Renzini, militare italiano (n. 1898)
- 24 marzo - Bruno Rodella, militare e antifascista italiano (n. 1917)
- 24 marzo - Romeo Rodriguez Pereira, militare italiano (n. 1918)
- 24 marzo - Gerardo Sergi, militare italiano (n. 1917)
- 24 marzo - Simone Simoni, generale italiano (n. 1880)
- 24 marzo - Nicola Ugo Stame, partigiano e tenore italiano (n. 1908)
- 24 marzo - Manfredi Talamo, militare italiano (n. 1895)
- 24 marzo - Józef e Wiktoria Ulma, polacco (n. 1900)
- 24 marzo - Salvatore Valerio, partigiano italiano (n. 1907)
- 24 marzo - Renato Villoresi, militare e partigiano italiano (n. 1917)
- 24 marzo - Orde Charles Wingate, generale britannico (n. 1903)
- 24 marzo - Carlo Zaccagnini, partigiano e avvocato italiano (n. 1913)
- 24 marzo - Ilario Zambelli, militare e partigiano italiano (n. 1909)
- 24 marzo - Filippo de Grenet, militare e diplomatico italiano (n. 1904)
- 25 marzo - Omeljan Kovč, presbitero ucraino (n. 1884)
- 25 marzo - Hinrich Schuldt, generale tedesco (n. 1901)
- 26 marzo - Wallace Worsley, regista e attore statunitense (n. 1878)
- 27 marzo - Guido Vittoriano Basile, avvocato italiano (n. 1893)
- 27 marzo - Eduino Francini, partigiano italiano (n. 1925)
- 27 marzo - Cecil Harcourt Smith, archeologo britannico (n. 1859)
- 27 marzo - Gina Lombroso, divulgatrice scientifica, medico e scrittrice italiana (n. 1872)
- 28 marzo - Romano Cocchi, sindacalista, giornalista e antifascista italiano (n. 1893)
- 29 marzo - Giovanni Bonet, militare e aviatore italiano (n. 1914)
- 29 marzo - Decio Filipponi, militare e partigiano italiano (n. 1921)
- 29 marzo - Romualdas Marcinkus, aviatore, calciatore e allenatore di calcio lituano (n. 1907)
- 29 marzo - Elio Morpurgo, politico italiano (n. 1858)
- 30 marzo - Gerhard Damköhler, chimico tedesco (n. 1908)
- 30 marzo - Mario Lupo, militare e partigiano italiano
- 30 marzo - Nicola Monterisi, arcivescovo cattolico italiano (n. 1867)
- 31 marzo - Sergio Alpron, partigiano italiano (n. 1910)
- 31 marzo - Giuseppe Calligaris, chirurgo italiano (n. 1876)
- 31 marzo - Ather Capelli, giornalista italiano (n. 1902)
- 31 marzo - Augusto Graziani, economista italiano (n. 1865)
- 31 marzo - Johannes Greber, presbitero e politico tedesco (n. 1874)
- 31 marzo - Mineichi Kōga, ammiraglio giapponese (n. 1885)
- 31 marzo - Johann Trollmann, pugile tedesco (n. 1907)